# Rutland and Melton (circonscription britannique)
Circonscription parlementaire de la Chambre des communes
Rutland and Melton  est une circonscription parlementaire qui couvre l'intégralité du comté de Rutland et une partie du comté de Leicestershire (le district de Melton et la partie orientale du district de Harborough).
Depuis 2019, elle est représentée à la Chambre des communes du Parlement britannique par Alicia Kearns, du Parti conservateur.

## Histoire
La circonscription de Rutland and Melton est créée en 1983 à partir des anciennes circonscriptions de Melton et Rutland and Stamford. Elle a systématiquement élu des MP conservateurs à la Chambre des communes du Parlement britannique.

## Membres du Parlement
| Élection | Élection | Membre          | Membre | Parti        |
| -------- | -------- | --------------- | ------ | ------------ |
|          | 1983     | Michael Latham  |        | Conservateur |
|          | 1992     | Sir Alan Duncan |        | Conservateur |
|          | 2019     | Alicia Kearns   |        | Conservateur |

## Élections

### Élections dans les années 2010
| Parti         | Parti                | Candidat             | Voix   | %    | ±    |
| ------------- | -------------------- | -------------------- | ------ | ---- | ---- |
|               | Conservateur         | Alicia Kearns        | 36,507 | 62,6 | -0.2 |
|               | Travailliste         | Andy Thomas          | 9,583  | 16,4 | -6.3 |
|               | Libéral Démocrate    | Carol Weaver         | 7,970  | 13,7 | +5.5 |
|               | Green                | Alastair McQuillan   | 2,875  | 4,9  | +1.9 |
|               | UKIP                 | Marietta King        | 917    | 1,6  | -1.7 |
|               | Indépendant          | Anthony Watchorn     | 458    | 0,8  | +0.8 |
| Majorité      | Majorité             | Majorité             | 26,924 | 46,2 | +6.1 |
| Participation | Participation        | Participation        | 58,310 |      |      |
|               | Conservateur retenir | Conservateur retenir | Swing  | +3.0 |      |

| Parti         | Parti                | Candidat             | Voix   | %     | ±     |
| ------------- | -------------------- | -------------------- | ------ | ----- | ----- |
|               | Conservateur         | Alan Duncan          | 36,169 | 62,8  | +7.2  |
|               | Travailliste         | Heather Peto         | 13,065 | 22,7  | +7.3  |
|               | Libéral Démocrate    | Ed Reynolds          | 4,711  | 8,2   | +0.1  |
|               | UKIP                 | John Scutter         | 1,869  | 3,2   | -12.7 |
|               | Green                | Alastair McQuillan   | 1,755  | 3,0   | -1.3  |
| Majorité      | Majorité             | Majorité             | 23,104 | 40,1  | +0.3  |
| Participation | Participation        | Participation        | 57,569 | 73,4  | +5.0  |
|               | Conservateur retenir | Conservateur retenir | Swing  | -0.05 |       |

| Parti         | Parti                | Candidat             | Voix   | %    | ±     |
| ------------- | -------------------- | -------------------- | ------ | ---- | ----- |
|               | Conservateur         | Alan Duncan          | 30,383 | 55,6 | +4.4  |
|               | UKIP                 | Richard Billington   | 8,678  | 15,9 | +11.3 |
|               | Travailliste         | James Moore          | 8,383  | 15,4 | +1.2  |
|               | Libéral Démocrate    | Ed Reynolds          | 4,407  | 8,1  | −17.7 |
|               | Green                | Alastair McQuillan   | 2,325  | 4,3  | N/A   |
|               | Indépendant          | Marilyn Gordon       | 427    | 0,8  | N/A   |
| Majorité      | Majorité             | Majorité             | 21,705 | 39,8 | +14.4 |
| Participation | Participation        | Participation        | 54,603 | 68,4 | −3.3  |
|               | Conservateur retenir | Conservateur retenir | Swing  | −3.4 |       |

| Parti         | Parti                | Candidat             | Voix   | %    | ±     |
| ------------- | -------------------- | -------------------- | ------ | ---- | ----- |
|               | Conservateur         | Alan Duncan          | 28,228 | 51,2 | ±0.0  |
|               | Libéral Démocrate    | Grahame Hudson       | 14,228 | 25,8 | +7.2  |
|               | Travailliste         | John Morgan          | 7,839  | 14,2 | −10.8 |
|               | UKIP                 | Peter Baker          | 2,526  | 4,6  | +1.4  |
|               | BNP                  | Keith Addison        | 1,757  | 3,2  | N/A   |
|               | Indépendant          | Leigh Higgins        | 588    | 1,1  | N/A   |
| Majorité      | Majorité             | Majorité             | 14,000 | 25,4 | −0.8  |
| Participation | Participation        | Participation        | 55,166 | 71,7 | +6.7  |
|               | Conservateur retenir | Conservateur retenir | Swing  | −3.6 |       |

### Élections dans les années 2000
| Parti         | Parti                | Candidat             | Voix   | %    | ±    |
| ------------- | -------------------- | -------------------- | ------ | ---- | ---- |
|               | Conservateur         | Alan Duncan          | 25,237 | 51,2 | +3.1 |
|               | Travailliste         | Linda Arnold         | 12,307 | 25,0 | −4.8 |
|               | Libéral Démocrate    | Grahame Hudson       | 9,153  | 18,6 | +0.8 |
|               | UKIP                 | Peter Baker          | 1,554  | 3,2  | +0.6 |
|               | Veritas              | Duncan Shelley       | 696    | 1,4  | N/A  |
|               | Indépendant          | Helen Pender         | 337    | 0,7  | N/A  |
| Majorité      | Majorité             | Majorité             | 12,930 | 26,2 | +7.9 |
| Participation | Participation        | Participation        | 49,284 | 65,0 | +0.8 |
|               | Conservateur retenir | Conservateur retenir | Swing  | +4.0 |      |

| Parti         | Parti                | Candidat             | Voix   | %    | ±     |
| ------------- | -------------------- | -------------------- | ------ | ---- | ----- |
|               | Conservateur         | Alan Duncan          | 22,621 | 48,1 | +2.3  |
|               | Travailliste         | Matthew O’Callaghan  | 14,009 | 29,8 | +0.8  |
|               | Libéral Démocrate    | Kim Lee              | 8,386  | 17,8 | −1.4  |
|               | UKIP                 | Peter Baker          | 1,223  | 2,6  | +1.0  |
|               | Green                | Chris Davies         | 817    | 1,7  | N/A   |
| Majorité      | Majorité             | Majorité             | 8,612  | 18,3 | +1.5  |
| Participation | Participation        | Participation        | 47,056 | 64,2 | −10.7 |
|               | Conservateur retenir | Conservateur retenir | Swing  | +0.8 |       |

### Élections dans les années 1990
| Parti         | Parti                | Candidat             | Voix   | %     | ±     |
| ------------- | -------------------- | -------------------- | ------ | ----- | ----- |
|               | Conservateur         | Alan Duncan          | 24,107 | 45,8  | −15.6 |
|               | Travailliste         | John Meads           | 15,271 | 29,0  | +13.3 |
|               | Libéral Démocrate    | Kim Lee              | 10,112 | 19,2  | -1.6  |
|               | Référendum           | Rupert King          | 2,317  | 4,4   | N/A   |
|               | UKIP                 | Jeff Abbott          | 823    | 1,6   | N/A   |
| Majorité      | Majorité             | Majorité             | 8,836  | 16,8  | −23.8 |
| Participation | Participation        | Participation        | 52,630 | 75,0  | -5.2  |
|               | Conservateur retenir | Conservateur retenir | Swing  | -14.5 |       |

| Parti         | Parti                | Candidat             | Voix   | %    | ±    |
| ------------- | -------------------- | -------------------- | ------ | ---- | ---- |
|               | Conservateur         | Alan Duncan          | 38,603 | 59,0 | −3.0 |
|               | Travailliste         | Joan Taylor          | 13,068 | 20,0 | +5.5 |
|               | Libéral Démocrate    | Richard Lustig       | 12,682 | 19,4 | −4.1 |
|               | Green                | Jim Berreen          | 861    | 1,3  | N/A  |
|               | Natural Law          | R Gray               | 237    | 0,4  | N/A  |
| Majorité      | Majorité             | Majorité             | 25,535 | 39,0 | +0.5 |
| Participation | Participation        | Participation        | 65,451 | 80,8 | +4.0 |
|               | Conservateur retenir | Conservateur retenir | Swing  | −4.2 |      |

### Élections dans les années 1980
| Parti         | Parti                | Candidat             | Voix   | %     | ±     |
| ------------- | -------------------- | -------------------- | ------ | ----- | ----- |
|               | Conservateur         | Michael Latham       | 37,073 | 62,0  | +0.7  |
|               | Liberal              | Robert Renold        | 14,051 | 23,5  | -     |
|               | Travailliste         | Leslie Burke         | 8,680  | 14,5  | -     |
| Majorité      | Majorité             | Majorité             | 23,022 | 38,50 | +5.20 |
| Participation | Participation        | Participation        | 59,804 | 76,82 | -     |
|               | Conservateur retenir | Conservateur retenir | Swing  |       |       |

| Parti         | Parti                                  | Candidat        | Voix   | %     | ± |
| ------------- | -------------------------------------- | --------------- | ------ | ----- | - |
|               | Conservateur                           | Michael Latham  | 33,262 | 60,35 | - |
|               | Liberal                                | David Farrer    | 14,909 | 27,05 | - |
|               | Travailliste                           | John Whitby     | 6,414  | 11,64 | - |
|               | Ecologie                               | Heather Goddard | 532    | 0,97  | - |
| Majorité      | Majorité                               | Majorité        | 18,353 | 33,30 | - |
| Participation | Participation                          | Participation   | 59,804 | 73,31 | - |
|               | Conservateur vainqueur (nouveau siège) |                 |        |       |   |